# Wyoming (Illinois)
Wyoming is een plaats (city) in de Amerikaanse staat Illinois, en valt bestuurlijk gezien onder Stark County.

## Demografie
Bij de volkstelling in 2000 werd het aantal inwoners vastgesteld op 1424. In 2006 is het aantal inwoners door het United States Census Bureau geschat op 1412, een daling van 12 (-0,8%).

## Geografie
Volgens het United States Census Bureau beslaat de plaats een oppervlakte van 1,9 km², geheel bestaande uit land. Wyoming ligt op ongeveer 222 m boven zeeniveau.

## Plaatsen in de nabije omgeving
De onderstaande figuur toont nabijgelegen plaatsen in een straal van 24 km rond Wyoming.